# Imam Hossein Universitet
Imam Hossein Universitet er et universitet beliggende i Teheran, Iran. Universitetet blev grundlagt i 1986. Med sine 5.000 studerende, er det er et af de største universiteter i Iran.
Det har en videnskabelig gruppe og en afdeling for kernefysik.
Men det er ikke kun et center for nuklear forskning, men bedriver også biologiske, herunder mikrobiologisk forskning.

## Fakulteter
Universitetet rummer følgende fakulteter:
- Faculty of Engineering
- Faculty of Electrical and Electronics
- Faculty of Computer and Cyber Power
- Passive Defense Faculty
- Faculty of Basic Sciences
- Faculty of Management and Economics
- Faculty of Social and Cultural Sciences
- Faculty of International Studies
- Velayat Faculty  of Command and Management
- Research Institute of Defense and Security Sciences
- Research Institute of Knowledge and Cognitive Intelligence
- Faculty of the Great Prophet
- Water, Energy and Environment Research Institute
- Islamic Science and Technology Research Institute
- Futurology Science and Technology Research Institute